# Modèle de Berne
Pour les articles homonymes, voir Modèle de Berne (homonymie).
Le modèle de Berne est un modèle de formation de systèmes planétaires développé à l'Institut de physique de l'Université de Berne en collaboration avec des astrophysiciens affiliés à d'autres instituts.
Le modèle de Berne est un modèle de formation de systèmes planétaires modulaire qui combine le modèle de formation planétaire développé en 2005 par Yann Alibert et al., en se basant sur le modèle d'accrétion de cœur (ou cœur solide) proposé par James B. Pollack (en) et al. en 1996, avec des parties prenant en compte :
- la migration planétaire[2],
- l'évolution du disque[2],
- la formation de sillons (gaps) dans ce disque[2],
- le calcul d'une population de synthèse[4],[5], et
- les taux d'accrétion de planétésimaux[6] avec
- un module de simulation à N corps pour les interactions dynamiques[7].